# Hotel FM
Hotel FM ist eine rumänische Popband, die 2005 gegründet wurde und im Mai 2011 beim Eurovision Song Contest für Rumänien antrat.

## Geschichte

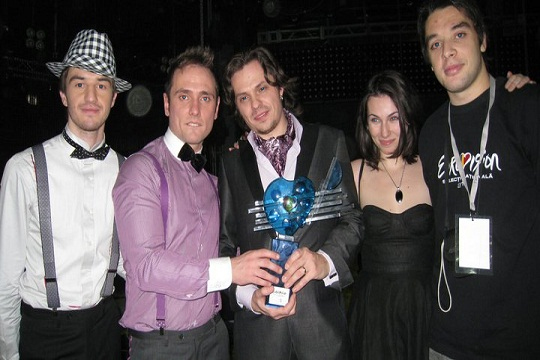
Hotel FM nach dem Gewinn des rumänischen ESC-Vorentscheids

Alle Erstmitglieder stammen aus Oradea und formierten sich auf Initiative des Komponisten Gabriel Băruțas, der Musiker suchte, um seine musikalischen Konzepte zu verwirklichen. Daraufhin folgten erste Auftritte in Deutschland und Rumänien sowie im Frühjahr 2006 eine erste CD zu Promotionszwecken. Die Besetzung wechselte währenddessen kontinuierlich.
2010 nahm die Gruppe an der rumänischen Vorentscheidung zum Eurovision Song Contest Selecţia Naţională teil und belegte mit der Ballade Come as One den vierten Platz. Unter wiederum geänderter Formation bewarb sie sich für 2011 erneut, wobei sie in der Silvestershow des zuständigen Senders TVR dank einer zusätzlichen Jurywertung bei Vorsitz des dreifachen irischen Gewinners Johnny Logan mit dem von Gabriel Băruţa und Alexandra Ivan geschriebenen englischsprachigen Titel Change sich gegen 15 Mitbewerber durchsetzen konnte. In der Publikumsabstimmung hingegen wurde nur der zweite Platz erreicht. Als Gesamtsieger vertrat die Band somit Rumänien beim Eurovision Song Contest 2011, der am 10., 12. und 14. Mai in Düsseldorf ausgetragen wurde.
Am 12. Mai 2011 interpretierte die Formation den englischsprachigen Titel im zweiten ESC-Halbfinale in Düsseldorf, woraufhin ihr der Einzug in das zwei Tage später stattfindende Finale gelang. Im Finale belegten sie mit 77 Punkten den 17. Platz.